# 香港特別行政区財政司司長
財政司司長(Financial Secretary)は、財政や経済政策を取りまとめる香港特別行政区政府の高官である。同政府内における序列は3位である。香港政府の閣議である行政会議の官職メンバーでもある。日本語では、「財政長官」と訳されることが多い。現在の司長は陳茂波。

## 概説
返還前の名称は、庫政司(Colonial Treasurer、1939年まで)あるいは財政司(1939～1997年)であった。なお、返還後は財政司司長と名称変更されたが、「財政司」という官庁は存在しない。ただし、財政司司長は財政司司長弁公室（オフィス）という官房組織を持っている。歴代の在任者には、公務員出身者の他、財界出身者も少なくない。
財政、金融、経済、貿易、雇用などの政策決定や実施において、行政長官を補佐するのが任務とされている。香港政府の予算案を作成し、それに関する立法会での答弁や一般公表を行う。また、政務司司長と共に、一部の決策局(工商科技局、経済発展及労工局、財経事務及庫務局)を指導する。更に、香港金融管理局などの一部の執行部門を直接指導している。香港金融管理局長の補佐の下、香港の外為基金を管理している。

## 歴代の財政司司長及び、返還前の相当職在任者
カッコ内は在任期間である。
財政司：曽蔭権以前の在任者は、全てイギリス人。
- Sydney Caine（1937年 - 1939年）
- Henry Robert Butters（1939年 - 1941年）
- Charles Geoffrey Shield Follows（中国語名：花路時、1945年 - 1951年）
- Arthur Grenfell Clarke（中国語名：祈樂嘉、1952年-1961年）
- John James Cowperthwaite（中国語名：郭伯偉、1961年-1971年）
- Charles Philip Haddon-Cave（中国語名：夏鼎基、1971年-1981年）：長らく香港政庁の基本方針となった積極的不介入の提唱者。
- John Henry Bremridge（中国語名：彭勵治、1981年-1986年）
- Piers Jacobs（中国語名：翟克誠、1986年-1991年）
- Nathaniel William Hamish Macleod（中国語名：麥高樂、1991年-1995年）
- 曽蔭権（ドナルド・ツァン、1995年9月1日-1997年6月30日）

財政司司長
- 曽蔭権（1997年7月1日—2001年4月30日）
- 梁錦松（2001年5月1日—2003年7月16日）
- 唐英年（2003年8月4日—2007年6月30日）
- 曽俊華（2007年7月1日—2017年1月16日）
- 陳茂波（2017年1月16日—）